# Cylindrotoma taiwania
Cylindrotoma taiwania är en tvåvingeart som först beskrevs av Alexander 1929.  Cylindrotoma taiwania ingår i släktet Cylindrotoma och familjen mellanharkrankar. Inga underarter finns listade i Catalogue of Life.